# Australsk pelikan
Australsk pelikan (latin: Pelecanus conspicillatus) er en pelikan, som er vidtspredt i det indre Australien og langs kysterne. Den findes også i New Guinea, Fiji, dele af Indonesien og som strejffugl i New Zealand. Den er hvid med sorte vinger og et lyserødt næb. Den har det længste næb af alle nulevende fugle. Den spiser fortrinsvis fisk, men spiser også andre fugle eller ådsler, hvis den får muligheden.

## Taksonomi
Den australske pelikan blev første gang beskrevet af den hollandske naturhistoriker Coenraad Jacob Temminck i 1824. Artens navn kommer af det latinske udsagnsord conspicere, som betyder 'skue' og hentyder til de brillelignende markeringer om øjnene.

### Udseende
Den australske pelikan er en middelstor pelikan med en vingefang på 2,3 til 2,6 meter. vægten kan variere fra 4 til 13 kg, men de fleste af disse pelikaner ligger mellem 4,5 og 7,7 kg. Den er Australiens næsttungeste flyvende fugl i gennemsnit efter brolgatranen, selvom hannen hos den australske trappe også vejer mere (alle tre fugle er dog meget mindre end hjelmkasuaren og emuen). Det bleglyserøde næb er enormt, selv i forhold til andre pelikanarter, og er det største næb i fugleverdenen. Det længste næb målt var 50 cm. Hunnerne er lidt mindre end hannen med et synligt mindre næb helt ned til 34,6 cm hos en voksen fugl. Den totale længde er takket være næbbet 152-188 cm, som gør den australske pelikan til den længste pelikan sammen med den krøltoppede pelikan.
Fjerdragten er hvid med en del sort på vinger og hale. Den har en gul ring om øjet. Næbbet er blegt lyserødt og benene er blålige. Under næbbet har fuglen en stor strubepose. Ungfugle ligner de voksne, men med brunt i stedet for sort og med mindre hvidt på den øvre del af vingerne. Overordnet ligner den de andre pelikanarter, selv om den er allopatrisk (geografisk isoleret fra de andre pelikanarter).

## Udbredelse og levesteder
Den australske pelikan forekommer i store dele af det australske fastland og Tasmanien. Den findes primært, hvor der er store mængder åbent vand uden tæt vegetation. Det kan være store søer, reservoirer, billabongs og floder, såvel som flodmundinger, sumpe, midlertidigt oversvømmede områder, drænkanaler i landbrugsland, saltpander og kystlaguner. Omgivelserne er ikke vigtige. Det kan være skov, eng, ørken, mudderbanker, park eller industriområde, så længe der er åbent vand med tilstrækkelig føde. Den synes dog at foretrække mere uforstyrrede steder i yngletiden. Den raster på mudder- og sandbanker, strande, rev, moler og pæle.
Den australske pelikan kendes første gang fra New Zealand, da et eksemplar blev skudt i Jerusalem i 1890. Senere har man fundet et mindre antal gamle knogler - de første ved Lake Grassmere i 1947 - og observeret den flere gange. Knoglerne blev senere beskrevet som en ny art eller underart Pelecanus (conspicillatus) novaezealandiae (Scarlett, 1966: "New Zealand pelican"), da de så ud til at være større, men Worthy (1998) konkluderede, efter at have gennemgået nyt materiale, at de ikke kunne adskilles fra den australske bestand.
Den  australske pelikan trækker ikke efter noget fast mønster, men søger hen, hvor der er føde. Ofte skyldes trækket en tørkeperiode. Da for eksempel den normalt udtørrede Lake Eyre blev fyldt fra 1974 til 1976, forblev kun en håndfuld pelikaner ved kystbyerne. Da søen igen tørrede ud spredtes bestanden, og flokke på tusinder af pelikaner blev set ved de nordlige kyster. I nogle tilfælde bliver den blæst med vinden til nye lokationer. Den er en regelmæssig gæst på sydkysten af New Guinea, såvel som i Bismarckarkipelaget og Salomonøerne. Den gæster også Christmas Island, Vanuatu, Fiji, Palau og New Zealand. I 1978 var der et stort træk mod nord til Indonesien, og australske pelikaner nåede til Sulawesi, Java og muligvis Sumatra.

## Føde
Den australske pelikan fisker fra overfladen. Den arbejder i grupper for at drive fisk ind på lavere vand, hvor den nemmere kan fange fiskene. I store vandområder har man talt op til 1.900 fugle, som fisker sammen. Den kan dog også søge føde alene. Den fanger fisk ved at åbne næbbet under vandet og bruge strubeposen som et net. Når den har fanget en fisk, tømmer den posen for vand og spiser derefter fisken. Posen bruges ikke til at opbevare føde. Den spiser overvejende fisk og gerne introducerede arter som guldfisk, karpe og aborre. Når det er muligt spiser den også indfødte fisk, tilsyneladende med aborren Leiopotherapon unicolor som den foretrukne. Den australske pelikan spiser dog i mindre grad fisk end andre pelikaner. Den spiser jævnligt insekter og krebsdyr, især Cherax destructor og rejer af slægten Macrobrachium. Den spiser også andre fugle som perlegrå måge, australsk ibis og australsk grå krikand. Den tager æg, unger og voksne fugle, som den dræber ved at holde dem under vandet til de drukner. Den tager også krybdyr og padder. Der er også rapporter om, at den har taget små hunde. Den australske pelikan kan også tage føden fra andre fugle som f.eks. skarve. Der er også blevet rapporteret tilfælde af kannibalisme af unge pelikaner.

## Yngleforhold
Den australske pelikan begynder at yngle, når den er to eller tre år gammel. Ynglesæsonen varierer. I tropiske områder (nord for 26°S) yngler den om vinteren, men i dele af det sydlige Australien først om foråret. Den yngler også efter kraftigt regnfald i det indre af landet uanset tidspunkt. Reden er en lille fordybning i sand eller jord, nogle gange omkranset af græs og kviste. Den australske pelikan yngler i redekolonier, som ligger på øer (som North Peron Island) eller andre beskyttede steder i nærheden af søer eller havet. Den lægger ét til fire (typisk to) kridhvide æg, der måler 93 mm × 57 mm, som ofte ser ridsede og beskidte ud. Æggene ruges 32 til 35 dage. Ungerne er nøgne, når de udklækkes, men får hurtigt dun. Efter udklækningen vil den største unge blive fodret mest, og de(n) mindste vil ofte dø af sult eller blive dræbt af den største unge. De første to uger fodres ungerne med opgylpet væske, men derefter får de fisk og lidt krebsdyr. Når ungerne er omkring 25 dage samler de sig i grupper i kolonien. De unge pelikaner er flyvefærdige, når de er omkring tre måneder gamle.

## Status
Den australske pelikan er ikke truet. Den er ret almindelig på levesteder, der passer til den. Ved oversvømmelsen af Lake Eyre i marts 1990 ynglede mere end 200.000 voksne fugle. Arten er fredet og viser ikke direkte tegn på, at være truet af forurening.
Flere steder som ved stranden i Monkey Mia, Western Australia og The Entrance, New South Wales, kommer pelikanerne tæt på mennesker og kan håndfodres. Den tilpasser sig hurtigt til kunstige søer, som vandreservoirer, så længe der ikke er regelmæssig sejlads på dem. Den australske pelikan er kategoriseret som ikke truet på IUCN's rødliste.
I dele af South Australia er pelikanen kendt under det aboriginske ngaarrindjeri navn, nori. Den var sangeren Ruby Hunters totem.
- Fodring ved The Entrance, New South Wales
- Rastende fugle på stranden på Moreton Island
- Ved Tangalooma under fodring
- Svømmende par, Claremont, Tasmanien
- Australsk pelikan letter i Blackwattle Bay, Sydney New South Wales